# Rencontres Kim-Poutine
Les rencontres Kim-Poutine sont une série de sommets entre la Corée du Nord et la Russie en 2019. Le président nord-coréen Kim Jong Un a rencontré le président russe Vladimir Poutine le 25 avril 2019.

## Première rencontre du 24 avril 2019
La première rencontre Russie-Corée du Nord en 2019 a été organisée à l'invitation du président russe Vladimir Poutine. En ce qui concerne le sommet avec la RPDC, le président russe Poutine a estimé que la RPDC avait besoin de garanties de sécurité internationales pour renoncer à son arsenal et à son programme nucléaires,. Après s'être entretenu avec le dirigeant nord-coréen Kim Jong Un le 25 avril 2019, le président russe Vladimir Poutine a déclaré qu'il pensait que les garanties de sécurité américaines ne seraient probablement pas suffisantes pour persuader Pyongyang de mettre fin à son programme nucléaire.

### Agenda
Kim Jong Un a demandé l'aide du dirigeant russe Vladimir Poutine pour résoudre l'impasse nucléaire avec les États-Unis. Poutine a déclaré à la presse que « le président Kim Jong-un lui-même nous a demandé d'informer la partie américaine de sa position », après environ trois heures de discussions au Port russe du Pacifique de Vladivostok.
Poutine a également déclaré: « Il n'y a pas de secrets ici. Nous en discuterons avec les américains et nos partenaires chinois ».

### Réactions
Considérant les préoccupations propres de la Russie concernant les programmes de missiles nucléaires et ICBM du Nord, Dmitri Trenin, directeur du Carnegie Moscow Centre, a déclaré que le président russe Poutine inciterait probablement Kim à poursuivre les négociations constructives avec Washington.
KCNA a annoncé que Poutine acceptait l'invitation de Kim de se rendre en Corée du Nord au moment opportun.
Kim Sung-han, doyen de la Graduate School of International Studies de l'Université de Corée à Séoul et ancien vice-ministre au ministère sud-coréen des Affaires étrangères, a exprimé ses opinions: « Si le sommet de Hanoi s'était bien déroulé, la Corée du Nord n'aurait pas eu besoin de visiter la Russie ». Dmitri Trenin, directeur du Centre Carnegie de Moscou, a écrit sur Twitter: « La Russie cherchera à marquer des points diplomatiques en démontrant sa pertinence; la Corée du Nord, en montrant qu'elle a des options ».
KCNA a rapporté une déclaration du dirigeant nord-coréen, la paix dans la péninsule coréenne dépend de l'attitude des États-Unis après les pourparlers en face à face entre Poutine et Kim. Il semble que la RPDC demande plus de flexibilité pour permettre d’accéder aux demandes de Pyongyang visant à alléger les sanctions découlant de l'accord sur le nucléaire, notamment par rapport à la position américaine restant inflexibles aux sanctions économiques émises par les Nations-Unies.